# Bettina-von-Arnim-Schule (Berlin)
Die Bettina-von-Arnim-Schule (ehemals: Bettina-von-Arnim-Oberschule) ist eine Integrierte Sekundarschule (bisher: Gesamtschule) mit gymnasialer Oberstufe im Berliner Ortsteil Märkisches Viertel des Bezirks Reinickendorf. 
Sie ist nicht zu verwechseln mit dem früheren Oberlyzeum Bettina-von-Arnim-Schule in Berlin–Wilmersdorf, das 1946 in Marie-Curie-Schule umbenannt wurde (heute Marie-Curie-Gymnasium).

## Geschichte
Benannt wurde die Schule nach der deutschen Schriftstellerin Bettina von Arnim. Im Jahre 1970 gründete der Lehrer und spätere Schulleiter Karl Wagner die Schule in Reinickendorf und leitete sie bis 1979. Er war Schüler des Reformpädagogen Peter Petersen und übertrug Gedankengut aus der Versuchsschule in Jena (Jena-Plan) auf die Sekundarstufe der Bettina-von-Arnim-Schule. 1972 kam der erste Jahrgang an diese Schule. Damals war die Schule noch in den Rundpavillons der Max-Eyth-Realschule in Alt-Wittenau untergebracht und hieß 2. [Gesamt-]Oberschule Im Jahr 1975 zog die Schule dann in den Senftenberger Ring 49 in einen Neubau. 1981 erfolgte die Umbenennung in Bettina-von-Arnim-Oberschule. Zehn Jahre nach Bezug des Neubaus wurde dort eine Belastung durch Asbest festgestellt und das Schulgebäude geschlossen. 1991 errichtete die Berliner Schulverwaltung ein neues Schuldorf, das etwa 300 Meter entfernt liegt. Dort entstanden zehn Häuser für die unterschiedlichen Jahrgänge sowie Mehrzweckräume. Eine Sporthalle liegt 600 Meter entfernt, der Sportplatz etwa 800 Meter. Die Schule heißt seit dem Schuljahr 2010/11 Bettina-von-Arnim-Schule (Integrierte Sekundarschule mit gymnasialer Oberstufe).

## Zusammenarbeit
Die Bettina-von-Arnim-Schule unterhält mit verschiedenen ausländischen Schulen Kontakt und ermöglicht so den Schülern auch Austausche durchzuführen. Jedes Jahr findet ein zweiwöchiger Sprach- und Kulturaustausch mit dem Collège Rousseau in Genf, Schweiz statt. Darüber hinaus nehmen interessierte Schüler der Mittel- und Oberstufe regelmäßig an den Sprachaustauschprogrammen des Deutsch-Französischen Jugendwerks (Sauzay-Programm, Voltaire-Programm) teil und werden von ihren Lehrern dabei unterstützt und betreut.
Es gibt außerdem Kontakte mit einer jüdischen Schule in New York, einem Gymnasium in Polen und einem in Kanada.
Weiterhin arbeitet die Schule mit mehreren Projekten und Firmen innerhalb Deutschlands zusammen, darunter die Berliner Niederlassung der Firma Otis, die für die Schule Praktika anbietet. Neben der Schule befindet sich die Musikschule Atrium, mit der die Schule auch engen Kontakt hält. Die Wohnungsbaugesellschaft Gesobau hält auch Kontakt zu der Schule. In Zusammenarbeit mit der Gesobau wurde hinter der Schule ein kleiner Kunstpavillon eröffnet.

## Besonderheiten
Eine Besonderheit an dieser Schule ist das gemeinsame Lernen von behinderten und nicht-behinderten Kindern. Die Bettina-von-Arnim-Schule ist außerdem eine von nur sechs Schulen in Deutschland, bei denen die Mittelstufe (7.–10. Klasse) einen besonderen Modellstatus besitzt. Jeder der vier Jahrgänge besteht aus jeweils zwei Großgruppen mit jeweils 120 Schülern. Die Großgruppen sind wieder jeweils in acht Stammgruppen mit jeweils 15 Schülern unterteilt. Die Stammgruppen sind Projektgruppen. Sie sind für die gesamte Mittelstufe stabil, während der Unterricht in den Fächern in wahldifferenzierten Kursen organisiert ist. Alle Fächer sind in sogenannten Fächergruppen aufgeteilt. Jeder Schüler kann in jedem Quartal seinen Kurs neu wählen, in welcher Fächergruppe (Fächergruppe 1: Deutsch/Geschichte/Erdkunde, FG 2: Englisch/Mathematik, FG 3: Physik/Chemie/Biologie/Arbeitslehre und FG 4: Musik/Bildende Kunst/Sport) er welchen Unterrichtsschwerpunkt belegen will nach dem „ANKER-System“ der in 40 Minuten mal x Unterrichtseinheiten pro Woche unterteilt ist. Deshalb gibt es an dieser Schule zusätzlich zu den üblichen Zeugnissen auch jedes Quartal Zeugnisse, die zwar nicht offiziell sind, aber so den Schülern eine gute Leistungsübersicht geben.
Die Schule nimmt am Berliner Programm zur vertieften Berufsorientierung (BvBO) teil und bietet seinen Schülern eine Unterstützung bei der Berufsorientierung und Berufswahlentscheidung.

## Bekannte ehemalige Schüler
- Patrice Bouédibéla, Fernsehmoderator
- Oliver Bröcker, Schauspieler
- Benjamin Köhler, Fußballspieler
- Martin Kulas alias Slash Vicious, Bassist bei der ehemaligen Band Terrorgruppe aktuell bei The Bottrops
- Vincent Riewe, Schlagzeuger des Palast Orchester
- Dominik Schmidt, Fußballspieler
- Paul Würdig alias Sido, Rapper